# Промтов, Михаил Николаевич
Михаи́л Никола́евич Про́мтов (12 июня 1857, Полтава — 1950 или 1951, Белград, Югославия) — генерал-лейтенант, артиллерист, один из долгожителей Русской Императорской армии, последний верифицированный участник Русско-турецкой войны 1877—1878 гг. с российской стороны, Русско-японской войны, военачальник Первой мировой войны и участник Белого движения на Юге России. Эмигрант.

## Биография

### Образование, военная служба и русско-турецкая-война 1877—1878 гг.
Православный. Сын генерал-майора артиллерии Николая Дмитриевича Промтова. Образование получил в Петровской Полтавской военной гимназии. В службу вступил 9 августа 1874 г. В мае 1877 г. окончил Михайловское артиллерийское училище и был выпущен подпоручиком в 13-ю артиллерийскую бригаду, в составе которой принимал участие в Русско-турецкой войне 1877—1878 гг. В декабре 1878 г. за боевые заслуги произведён в поручики. После окончания войны занимал должность старшего адъютанта управления начальника артиллерии 7-го армейского корпуса (1881—1898 гг.). В 1883 г. произведён в штабс-капитаны, в 1892 — в капитаны, а в 1899 г. — в подполковники (со старшинством 01.04.1899). Успешно окончил курс Офицерской артиллерийской школы. В 1899 г. назначен командиром 6-й батареи 26-й артиллерийской бригады.

### Участник Русско-японской войны 1904—1905 гг., командир артиллерийских частей русской армии
Вместе со своей батареей вступил в начале 1904 г. в Русско-японскую войну. За доблесть, проявленную в боях под Ляояном в составе отряда генерала П. К. Ренненкампфа, награждён в августе 1904 г. орденом Святого Георгия 4-й степени и произведён в полковники (1905). В июне 1907 г. награждён Георгиевским золотым оружием. В 1907—1910 гг. — командир 3-го дивизиона 30-й артиллерийской бригады. За отличие в боевой подготовке произведён в 1911 г. в генерал-майоры с назначением командиром 32-й артиллерийской бригады. Награждён за безупречную службу орденами: Святой Анны 2-й ст. (1898); Святого Владимира 4-й ст. (1902) с мечами и бантом за храбрость в боях против японцев (1905); Святого Владимира 3-й ст. с мечами (1909); Святого Станислава 1-й ст. (1912).

### Военачальник Первой мировой войны
Вступил в войну командиром 32-й артиллерийской бригады. 2 ноября 1914 г. назначен командующим 82-й пехотной дивизией, входившей в состав войск, осаждавших крепость Перемышль. 14 февраля 1915 г. произведён в генерал-лейтенанты. Во время общего наступления Юго-Западного фронта в 1916 г. входил в состав 9-й армии генерала П. А. Лечицкого. В начале июня 1916 г. — командующий Сводным корпусом 9-й армии (82-я и 103-я пехотные дивизии). Корпусу Промтова вместе с 3-м конным корпусом генерала графа Ф. А. Келлера было поручено преследование отходившей южной группы 7-й австро-венгерской армии. 10 июня 1916 г. корпус Промтова занял Сучаву, взяв в плен 27 офицеров, 1235 нижних чинов и 27 пулемётов. В апреле 1917 г. командовал 23-м армейским корпусом. С сентября 1917 г. — командующий 11-й армией.
В декабре 1917 г. по инициативе военно-революционного комитета при участии С. В. Петлюры Промтов был снят с поста командующего армией.

### Участник Белого движения
В конце 1918 г. поступил на службу в Добровольческую армию генерала А. И. Деникина. С осени 1919 г. командовал 2-м армейским корпусом ВСЮР. После успешных боев с петлюровцами во время общего отступления ВСЮР совершил отход из района Фастов — Белая Церковь на линию Знаменка — Никополь. Вместо переправы через Днепр в тылу 14-й советской армии и выхода в Крым для соединения с корпусом Я. А. Слащёва получил приказ генерала Н. Н. Шиллинга защитить Одессу, что назвал «фатальной ошибкой» генерала Шиллинга. Промтов, выполняя приказ, привёл 2-й армейский корпус к уже оставленному белыми войсками городу. В январе 1920 г., отходя от Одессы, присоединился к частям генерала Н. Э. Бредова и совершил отход в район, занятый польской армией. 25-26 февраля 1920 г. был интернирован с войсками в Польше. В июле 1920 г. вместе с оставшимися офицерами отправлен из лагеря в Крым, где был назначен в распоряжение главнокомандующего Русской армией генерала П. Н. Врангеля. Эвакуирован из Крыма с армией в ноябре 1920 г.

### Жизнь в эмиграции
После эвакуации в Константинополь переехал в Югославию, где был принят на службу в Военное министерство. С 11 декабря 1924 г. — директор русского Крымского кадетского корпуса. Оставался на этой должности до 1929 г., когда корпус был слит с Русским кадетским корпусом в Сараево в Первый Русский Великого Князя Константина Константиновича кадетский корпус, директором которого назначен генерал Б. В. Адамович. С 5 ноября 1930 г. — начальник военных курсов РОВС в Югославии. Его статья «К истории Бредовского похода» (Часовой. 1933. № 107) вызвала острую полемику в эмигрантской среде.
Умер в Белграде в 1950 или 1951 гг. в преклонном возрасте. Похоронен на Новом кладбище.

## Награды
- Орден Святого Станислава 2-й степени (1894)
- Орден Святой Анны 2-й степени (1898)
- Орден Святого Владимира 4-й степени (1902)
- мечи и бант к ордену Святого Владимира 4-й степени (1905)
- Золотое оружие «За храбрость» (ВП 3.11.1906)
- Орден Святого Георгия 4-й степени (ВП 28.07.1907)
- Орден Святого Владимира 3-й степени (1909)
- Орден Святого Станислава 1-й степени (1912)
- Орден Святой Анны 1-й степени с мечами (ВП 13.01.1915)
- Орден Святого Владимира 2-й степени с мечами (ВП 28.01.1915)
- мечи к ордену Святого Станислава 1-й степени (ВП 1.05.1915)
- Орден Белого орла с мечами (ВП 22.10.1915)